# Marabou
Marabou è il settimo singolo della cantante rumena Antonia Iacobescu nonché il primo del 2013. È stato pubblicato ufficialmente sul canale ufficiale YouTube dell'artista il 29 gennaio 2013.

## Video
Il singolo è stato annunciato con il preview del video il quale è stato pubblicato ufficialmente il 25 gennaio 2013. Il video è uscito il 29 gennaio 2013  sul canale ufficiale YouTube dell'artista e il 20 febbraio 2013 sul canale dell'etichetta discografica Roton. Il video è fatto per lo più di inquadrature a primo piano ed ha come unica protagonista la cantante. Esso mostra infatti la Iacobescu destreggiarsi con un abito nero e muoversi sensualmente mentre intona la canzone.
In primavera Marabou ha raggiunto le prime posizioni nelle classifiche di Romania e Bulgaria.

## Curiosità
Marabou è il termine che sta ad indicare il cioccolato, più specificamente un marchio svedese.